# Free Solo
Free Solo é um documentário americano de 2018 dirigido por Elizabeth Chai Vasarhelyi e Jimmy Chin. O filme demonstra o trabalho do alpinista Alex Honnold em sua missão de escalar o El Capitan, em junho de 2017. Estreado no Festival de Cinema de Telluride em 31 de agosto de 2018, também foi exibido no Festival Internacional de Cinema de Toronto, vencendo a categoria People's Choice Award: Documentaries.
O lançamento ocorreu em 28 de setembro de 2018, nos Estados Unidos, por intermédio da National Geographic Documentary Films, levando-o a arrecadar US$ 15 milhões em bilheteria. O filme recebeu aclamação crítica, incluindo uma vitória no Oscar 2019 na categoria de Melhor Documentário.